# Coleosoma africanum
Coleosoma africanum là một loài nhện trong họ Theridiidae.
Loài này thuộc chi Coleosoma. Coleosoma africanum được miêu tả năm 1995 bởi Joachim Schmidt & Otto Krause.